# 五卷书

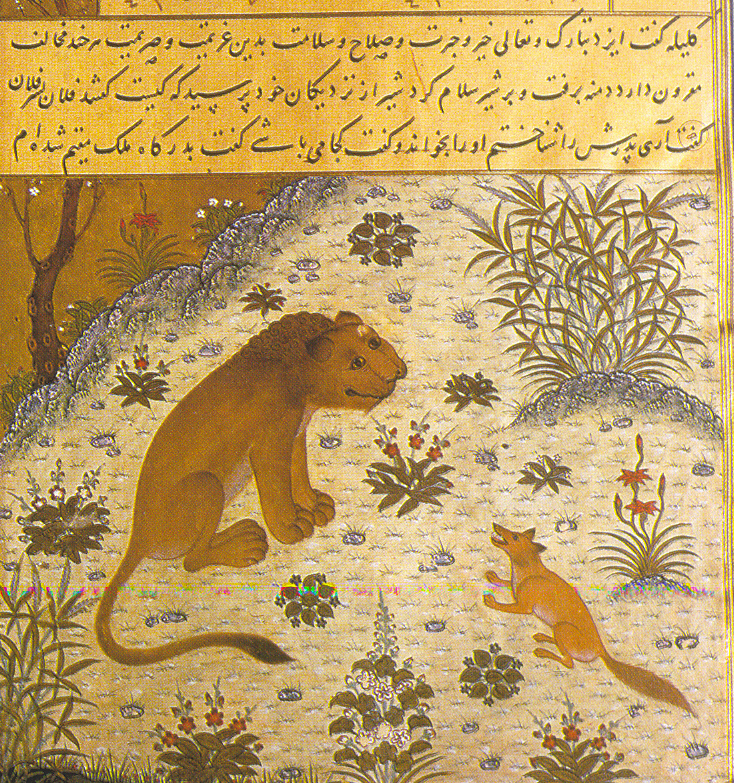
五卷书

五卷书（梵文：पञ्चतन्त्र Pañca-tantra），古印度韵文寓言集，原以梵文和巴利文写成。据考证最早版本的五卷书当出现于前3世纪，但久已佚失，传说其作者名叫毗湿奴沙玛。现存的文本最早可以追述到6世纪时，此后该书被译成各种文字，包含巴列维文和叙利亚文，传播到世界各国。在欧洲被称作《比德佩寓言》（The Fables of Bidpai）。1964年人民文学出版社出版季羡林译《五卷书》全译本。
《五卷书》的成书年代已不可考，季羡林认为，印度的寓言故事出现很早，“最老的故事至迟在公元前六世纪已经存在了”金克木認為：“现在印度有几种传本，最早的可能上溯到公元二、三世纪，最晚的梵语本是十二世纪编订的。”
《五卷书》自序说某城市有一国王，生有三名王子，都不爱读书。有位大臣推荐一婆罗门教导其子。婆罗门便以讲故事的方式教育他们，這些故事便是《五卷书》。
德国第二、三次吐鲁番考察队曾在吐鲁番盆地发现回鹘文《五卷书》写本，今存9件残片，前8件藏在德国柏林州立图书馆。

## 文本與主要譯本
1. 梵巴文本（亡佚）
2. 薩珊巴列維文：白爾才Borzuya譯本（亡佚）
3. 亞述亞蘭文譯本（殘卷）
4. 半島阿拉伯文：伊本穆哈法譯本
5. 達里波斯文：菲爾多西《王書》選譯《卡里來與笛木乃》、毛拉那玉塞因選譯本《安瓦里蘇海里》
6. 葉爾羌維吾爾文：毛拉穆帖選譯《卡里來與笛木乃》
7. 卡拉特巴基斯坦兀兒朵懸體《卡里來與笛木乃》
8. 麻闍婆歇爪哇迦威文《丹特拉的故事》
9. 印尼峇訶颯爪夷文《丹特麗卡曼達卡》、峇訶颯羅馬字《卡里來與笛木乃》
10. 吐魯番囘鶻文（殘卷）
11. 英文本Panchatantra（磐吒醰剉）
12. 中文本：季羨林譯《五卷書》

## 外部連結
- 季羡林：〈论《五卷书》（页面存档备份，存于）〉。
- Stories from Panchatantra（页面存档备份，存于）
- TITUS texts（页面存档备份，存于）
- Tales from the Panchatantra（页面存档备份，存于）
- An example of comparison with an Aesop's fable（页面存档备份，存于）